# Jan Stegmann
Pour les articles homonymes, voir Stegmann.
Pas d'image ? Cliquez ici

a Compétitions nationales et continentales officielles uniquement.

b Matchs officiels uniquement.
Johannes Augustus Stegmann, plus connu comme Jan Stegmann, né le 21 juin 1887 à Bedford et mort le 7 décembre 1984 à Bloemfontein, est un joueur de rugby à XV qui a joué avec l'équipe d'Afrique du Sud évoluant au poste d'ailier.

## Carrière
Il dispute son premier test match le 23 novembre 1912 contre l'Écosse. Il joue son dernier test match contre les Français le 11 janvier 1913. Il participe au fameux grand Chelem des Springboks contre les nations européennes en 1912-1913 jouant les cinq rencontres et inscrivant cinq essais. L'Afrique du Sud l'emporte sur l'Écosse 16-0. Il participe ensuite à la victoire contre l'Irlande 38-0 puis à celle sur le pays de Galles 3-0. En 1913 l'Afrique du Sud achève le Grand Chelem en gagnant l'Angleterre 9-3, puis au Bouscat 38-5. Il évolue avec le Transvaal avec qui il dispute la Currie Cup.   

## Palmarès
- Grand Chelem lors de la tournée de 1912-1913

## Statistiques en équipe nationale
- 5 test matchs (8 victoires, 1 nul)
- 15 points (5 essais)
- sélections par année : 3 en 1912, 2 en 1913